# Барный стул

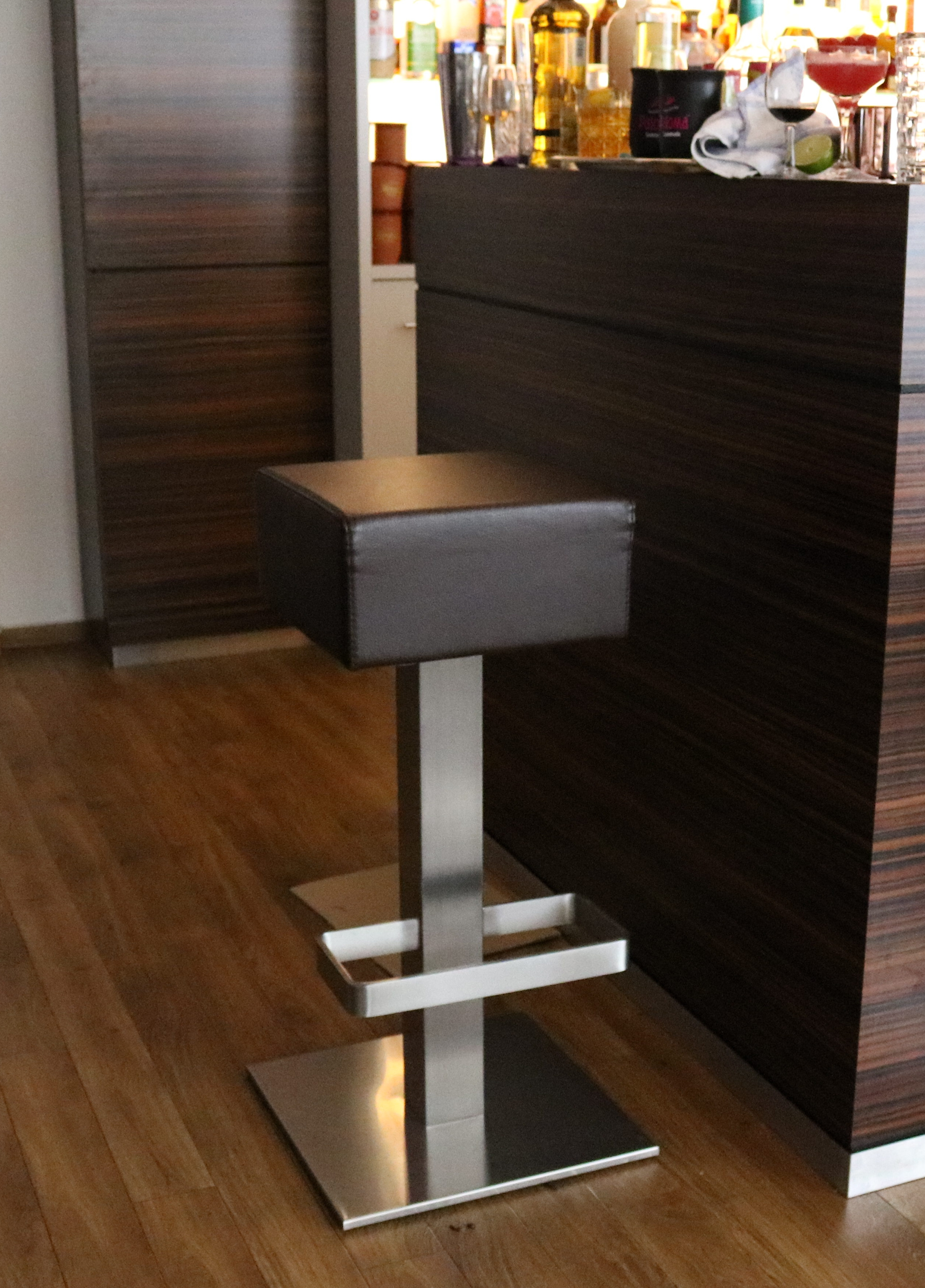
Барный стул (барный табурет)

Барный стул — предмет мебели для сидения в баре за барной стойкой. Многие посетители бара часто не отходили от барной стойки, распивая напитки там же, что привело к развитию этой детали интерьера: барная стойка стала выполняться с удобной широкой столешницей, а так как её высота была около 110—130 см, потребовались стулья соответствующей высоты, так и названные — барными.
В настоящее время барный стул является широко используемой деталью интерьера, встречающейся не только в общественных барах, но и в частных интерьерах.
Барные стулья имеют несколько функциональных и конструктивных отличий от обычного стула:
- Высота сиденья стула около 80 см позволяет сидеть за высокой барной стойкой.
- Подножка по периметру основания стула для удобства посадки.
- Уменьшенный размер сиденья.

Очень часто для удобства сиденье стула делается поворотным, а спинка имеет минимальную высоту.
Барный стул состоит из каркаса и сиденья. Каркас может быть выполнен из дерева, металла или пластмассы. При качественном проектировании и исполнении, правильном выборе материалов прочность конструкции практически одинакова, выбор материала стула больше зависит от стиля интерьера. Сиденье может быть мягким или жёстким, также в зависимости от стиля интерьера и функциональных особенностей помещения.
Также барные стулья отличаются по способу их применения: барные стулья для общественных заведений — бары, пабы, и барные стулья для домашнего использования. Стулья для баров, пабов отличаются более надежным конструктивом и износостойкими лакокрасочными материалами, такие стулья выглядят массивнее и надёжнее.